# Aeropuerto de Varandéi
El Aeropuerto de Varandéy (ruso: Аэропорт Варандей; ICAO: ULDV; IATA: ) es un aeropuerto situado a 6 km al noreste de Varandéy, a orillas del Mar de Pechora, en Nenetsia, un distrito autónomo del óblast de Arjánguelsk.
Las instalaciones son gestionadas por la compañía  "Utair Express" (ruso: ОOО "ЮТэйр-Экспресс").
El espacio aéreo está controlado desde el FIR de Narian-Mar (ICAO: ULAM)
El aeropuerto tiene estatus de "Internacional" mientras duren las operaciones en la plataforma petrolífera "Prirazlomnaya" (ruso: Приразломная).

## Pista
El aeropuerto de Varandéy consiste en una pista de tierra en dirección 04/22 de 1.700х33 m. (5.577x108 pies) y una pequeña plataforma cercana a uno de los extremos.
El pavimento es del tipo 20/F/D/Y/T, lo que permite la operación de aeronaves con un peso máximo al despegue de 25 toneladas.

## Aerolíneas y destinos
El Destacamento Aéreo de Narian-Mar vuela regularmente a este aeródromo regional. También operan en el aeropuerto las compañías LUKoil-Avia, Compañía Aérea de Arjánguelsk, Utair Express y Bars Aero.

## Sucesos
El 17 de marzo de 2005 se estrelló, cerca del aeropuerto, un avión Antonov An-24 que transportaba personal de la compañía petrolera "LUKoil-Avia". El resultado fue de 29 fallecidos de entre los 53 pasajeros.
El 11 de marzo de 2006, a las 11:15 horas, un helicóptero Mil Mi-8 sufrió un accidente cerca del aeropuerto de Varandéy. El resultado fue de 1 fallecido y 9 heridos de entre los 16 pasajeros y 3 tripulantes que viajaban a bordo. Se da la trágica circunstancia de que los viajeros eran familiares de los pasajeros accidentados en 2005.